# Helmut Röpnack
Helmut Röpnack (Läsikow, 23 settembre 1884 – 19 agosto 1935) è stato un calciatore tedesco.

## Palmarès

### Club

#### Competizioni nazionali
- Campionato tedesco: 1

Viktoria Berlino: 1910-1911